# Robert Drasnin
Robert Drasnin (Charleston, 17 novembre 1927 – Tarzana, 13 maggio 2015) è stato un compositore e musicista statunitense.
Ha composto musiche per film e serie televisive, tra cui: La bambola di pezza, Lettera al Kremlino, Organizzazione U.N.C.L.E. e Lancer.

## Filmografia parziale

### Cinema
- Le colline blu (Ride in the Whirlwind), regia di Monte Hellman (1965)
- La bambola di pezza (Picture Mommy Dead), regia di Bert I. Gordon (1966)
- Lettera al Kremlino (The Kremlin Letter), regia di John Huston (1970)

### Televisione
- Ai confini della realtà (The Twilight Zone) - serie TV, 1 episodio (1962)
- Selvaggio west (The Wild Wild West) - serie TV, 4 episodi (1965-1966)
- Organizzazione U.N.C.L.E. (The Man from U.N.C.L.E.) - serie TV, 24 episodi (1965-1967)
- Al banco della difesa (Judd for the Defense) - serie TV, 4 episodi (1967-1969)
- Missione impossibile (Mission: Impossible) - serie TV, 8 episodi (1967-1971)
- Lancer - serie TV, 10 episodi (1968-1970)
- Mannix - serie TV, 5 episodi (1968-1974)
- L'uomo che gridava al lupo (The Old Man Who Cried Wolf) - film TV, regia di Walter Grauman (1970)
- Cannon - serie TV, 4 episodi (1973-1975)
- A tutte le auto della polizia (The Rookies) - serie TV, 6 episodi (1973-1975)
- Sulle strade della California (Police Story) - serie TV, 9 episodi (1973-1976)
- Joe Forrester - serie TV, 4 episodi (1975-1976)
- Serpico - serie TV, 1 episodio (1976)
- Barnaby Jones - serie TV, 4 episodi (1976-1979)
- CHiPs - serie TV, 3 episodi (1977)
- Ai confini della realtà (The Twilight Zone) - serie TV, 4 episodi (1985-1986)
- Chi è Giulia? (Who is Julia?) - film TV, regia di Walter Grauman (1986)